# Debra Waples
Debra Lynn Waples (Cincinnati, 30 luglio 1953) è un'ex schermitrice statunitense.

## Biografia
Ha partecipato ai Giochi della XXIII Olimpiade di Los Angeles nel 1984.

## Palmarès
In carriera ha conseguito i seguenti risultati:
- Giochi Panamericani:

San Juan 1979: bronzo nel fioretto a squadre.
Caracas 1983: argento nel fioretto a squadre.